# Garrett M. Brown
Garrett M. Brown (ur. 7 listopada 1948 w Battle Creek) – amerykański aktor, scenarzysta i reżyser teatralny. Znany z ról Phillipa Evansa w serialu Roswell: W kręgu tajemnic (2000-2002) i Boba Russella w komedii familijnej Wujaszek Buck (1989) oraz liczebnych występów w produkcjach telewizyjnych.

## Filmografia
- 1983: Zelig jako aktor Zelig
- 1989: Wujaszek Buck (Uncle Buck) jako Bob Russell
- 1997: Abbottowie prawdziwi (Inventing the Abbotts) jako Webb Crosby
- 1997: Turbulencja jako menadżer LAX
- 2000-2002: Roswell: W kręgu tajemnic (Roswell) jako Phillip Evans
- 2005: Dick i Jane: Niezły ubaw (Fun with Dick and Jane) jako kierownik banku Ameribanx
- 2006: Gang z boiska jako trener Finley
- 2007: Przed ołtarzem (Kiss the Bride) jako Gerald
- 2009: Pierwszy raz jako Wujek Paul
- 2010: Kick-Ass jako Pan Lizewski
- 2011: Jestem numerem cztery jako Pan Simms
- 2013: Kick-Ass 2 jako Pan Lizewski